# Casa famiglia (serie televisiva)
Casa famiglia è una serie televisiva italiana prodotta dalla Faso Film S.r.l. in collaborazione con Rai Fiction.

## Produzione
Casa famiglia è uno spin-off/sequel della serie televisiva Un prete tra noi: le storie del protagonista don Marco, interpretato da Massimo Dapporto, raggiunsero su Rai 2 un successo tale che portò alla realizzazione di una nuova serie, questa volta destinata a Rai 1, con un nuovo scenario più vicino alle famiglie. La trama di Casa famiglia è comunque comprensibile anche per chi non ha seguito la serie Un prete tra noi.
In questa serie, don Marco lascia Rebibbia e accetta l'incarico di dirigere la casa famiglia al posto di don Marcello, da tempo malato. La serie è formata da due stagioni: la prima è stata trasmessa nel 2001 e la seconda nel 2003.
Achille Manzotti ricopre vari ruoli nel cast tecnico di questa fiction. È infatti ideatore, soggettista, sceneggiatore e produttore di Casa famiglia. Le musiche della serie, replicata più volte anche da TV2000 e Rai Premium, sono state composte da Andrea Guerra.

## Episodi
| Stagione         | Episodi | Prima TV |
| ---------------- | ------- | -------- |
| Prima stagione   | 8       | 2001     |
| Seconda stagione | 12      | 2003     |